# Ursula Jakob
Ursula Jakob (née le 20 février 1964 à Landau an der Isar) est une biologiste allemande,  professeure à l'université du Michigan.

## Biographie
Ursula Jakob fait des études de biologie à l'université de Ratisbonne à partir de 1986. Elle y obtient son diplôme en 1991. Elle séjourne un an en tant que chercheuse invitée à l'université Louis-et-Maximilien de Munich, puis elle commence son doctorat à l'Institut de biophysique et de physico-biochimie de l'université de Ratisbonne en 1991, et obtient en 1995 son doctorat summa cum laude. Elle occupe ensuite un poste de chercheur postdoctoral à l'université du Michigan, financé par la Fondation allemande pour la recherche. Elle y devient assistante de recherche en 1999 et professeure adjointe en 2001 au Département de biologie moléculaire, cellulaire et du développement. En 2007, elle devient professeure associée de biologie cellulaire et du développement et, à partir de 2010, elle y enseigne à l'École de médecine. Elle y est professeure depuis 2011 et professeure collégiale Patricia S. Yaeger depuis 2014. 

## Distinctions
En 2000, Ursula Jakob est récipiendaire du Burroughs Wellcome Fund Career Award in the Biomedical Sciences.
En 2014, Ursula Jakob est élue membre correspondant de l'Académie bavaroise des sciences. De 2017 à 2022, elle a été co-éditrice du Journal of Biological Chemistry. Elle obtient le Breakthroughs in Gerontology Awards  en 2019. En 2020, Ursula Jakob est élu membre de l'Académie Léopoldine. 

## Thèmes de recherche
Les recherches de Jakob portent sur l’interface entre la biochimie et la biophysique. Elles se concentrent principalement sur la réponse des organismes aux facteurs de stress naturels tels que les températures élevées ou les dérivés réactives de l’oxygène (ERO). En particulier, elle cherche à identifier les protéines bactériennes ou parasitaires capables de détecter des conditions de stress induites par l’hôte et d’y répondre en modifiant l’expression des gènes ou en libérant des protéïnes chaperons spécifiques au stress, en vue d'augmenter la sensibilité des bactéries à la réponse immunitaire de l’organisme.
En outre, Ursula Jakob étudie le rôle des variantes des ERO qui surviennent physiologiquement au cours du vieillissement ou dans les maladies liées à l’âge. Elle a pu démontrer que les variantes naturelles des ERO, en particulier dans leur phase précoce, ont des effets bénéfiques sur l’espérance de vie et contre les maladies liées à l’âge. Son laboratoire a démontré que le paysage épigénétique est contrôlé par l’oxydoréduction et que l’accumulation précoce de ERO a des effets persistants et tendanciellement transgénérationnels.